# Ronald Mary
 (mai 2017).
Ronald Mary (né le 18 octobre 1953 à Marseille) est un ancien journaliste français, devenu ensuite praticien et maître enseignant de Reiki Usui.

## Biographie
Il commence le métier de journaliste en autodidacte au début des années 1980 (il est tour à tour producteur sur France Inter et Antenne 2, rédacteur pour les magazines Médecines Douces, Psychologies, Nouvelles Clés, rédacteur en chef d’un magazine de santé…), et mène en parallèle une activité d’écrivain (auteur de livres sur la santé au naturel et les médecines écologiques) et d’animateur de programmes de conférences.
En 1993, il devient praticien de Reiki de la lignée Alliance Reiki et est aussi initié à la Maîtrise selon la lignée québécoise. Il propose depuis des sessions d’initiation au Reiki.
Vers la fin des années 1990, il dirige une entreprise qui développe des complexes d’huiles essentielles exportés vers les États-Unis.

### Auteur et coauteur
- L’âge d’Être et ses techniques, avec Marie Borrel – Ed. Pocket 1990
- Tout ce que vous pouvez faire pour sauvegarder l’environnement, Ed. Pocket 1991
- L’envie de guérir, avec Marie Borrel - Ed. Belfond 1993
- Guide des médecines différentes, avec Marie Borrel – Ed. Pocket 1994
- Le Livre de l’Essentiel, collectif - Ed. Albin Michel 1995
- Médecine douce, Médecine moderne, Ed. Albin Michel 1995
- Le REIKI vu par ses praticiens : unité dans la diversité, Le Souffle d'Or, 1997
- 60 conseils anti-mal de dos, Ed. Hachette 2002
- Le Reiki aujourd’hui, de l’origine aux pratiques actuelles, Ed. Souffle d’Or, 2005
- Guide familial des élixirs floraux, Ed. Sully 2005, réédition
- Les Cartes méditation Reiki, Ed. du Souffle d’Or, 2006
- Le guide de l’Aromathérapie, avec Guillaume Gérault – Ed. Albin Michel, 2009
- Bon et bio, avec Didier Perréol – Ed. Terre d’hommes, 2009

### Accompagnement d’auteurs
- Passage à l'acte de vie, le théâtre de l'authentique, avec Sarah Sérievic - Ed. Souffle d'Or 1999
- Libérez-vous de votre passé, avec Gene Ricaud-François – Ed. Presses du Châtelet 2003
- L’Art de rester jeune, avec Clément Devincre – Ed. Presses du Châtelet 2004
- Se soigner sans médicament, avec Clément Devincre – Ed. Presses du Châtelet 2004
- L’affaire Massage Bien-Être, avec Joël Savatofski, Ed. Yves Michel 2006
- La beauté-thérapie, avec Catherine Béhar – Ed. du Souffle d’Or, 2007
- Le Guarana, trésor des indiens Satere Mawe, avec B. Beaufort et S. Wolf – Ed. Souffle d’Or, 2008